# فريق افتراضي
الفريق الافتراضي (بالإنجليزية: virtual team)‏ أو فريق العمل الإفتراضي أو الفريق المتفرق جغرافياً أو الفريق الموزع هو فريق عمل يتعاون عبر الزمان والمكان عبر تقنيات المعلومات والاتصال عن بعد وخصوصاً الإنترنت من أجل تناقل أفكار مشتركة أو تقديم خدمة بشكل مشترك أو تحقيق مصالح أو أهداف مشتركة، مما يسمح للشركات والمنظمات التي ينتمي اليها أعضاء الفريق بالمرونة في بناء الفرق والمحافظة عليها.
يتفاعل أعضاء الفريق الافتراضي بشكل أساسي من خلال الاتصال الإلكتروني.
ربما لا يلتقي أعضاء هذا الفريق وجهاً لوجه على أرض الواقع أبدًا، ولكن مثل ذلك الفريق الافتراضي يحتاج إلى الاجتماع عن بعد أحيانًا.
يتميز مفهوم الفريق الافتراضي عن مفهوم العمل عن بعد، الذين يشير بشكل رئيسي إلى الأشخاص الذين يعملون من منازلهم أو الأماكن التي يختارونها، إذ على الرغم من أن مفهوم الفريق الافتراضي يسمح للأعضاء بالعمل من المنزل، إلا أن معظم الشركات التي لديها فرق افتراضية تتوقع أن يتمكن أعضاء الفريق الافتراضي من العمل والتفاعل في مكاتب أو معامل أو مواقع إنشائية في مناطق مختلفة في أوقات معينة.

## تاريخياً
الإعتماد المدني (تجارياً وصناعياً) على نظام فرق العمل الافتراضية المتفرقة جغرافياً واجه عوائق تقنية وإجتماعية وقانونية لم يتم تجاوز أكبرها إلا حديثاً. قانونياً لا تزال هنالك العديد من العقبات القانونية أمام توظيف أشخاص من أماكن مختلفة جغرافياً لأسباب أمنية وريعية، رغم أن كثيراً من تلك العقبات كانت قد خففت بعد طغيان العولمة الإقتصادية منذ أواخر القرن العشرين. لذلك يمكن القول أنه تاريخياً أخذت تنشأ فرق العمل الإفتراضية وتتطور وتسهل إدارتها مع العولمة الإقتصادية وتطور وسائل الاتصالات الألكترونية تدريجياً ولكنها نمت بشكل ثوري منذ أواخر القرن العشرين.
تقنياً التراسل عرف منذ اختراع الكتابة، وقد عرف منذ زمن الإمبراطورية الأكدية، وهي أقدم إمبراطورية في التاريخ، أن الإمبراطور كان يتبادل الرسائل مع الحكام المحليين للأقاليم التي كان يحكمها، لكن ذلك لم يكن يعني أن ولاة الأقاليم المختلفة أو قادة الجيوش المختلفة التابعة لنفس صاحب السلطة أو السفراء أو جباة الضرائب كان يشكل كل منهم فريقاً بالضرورة، بل أن النظام كان هرمياً والتراسل بين النظراء كان معظمه زوجياً، مثلاً بين واليين متجاورين أو بين الوالي والملك. حتى أنظمة المصارف والشركات والمراسلين الصحفيين والجواسيس التي كانت موزعة جغرافياً منذ قديم الزمان لم يكن ينطبق عليها تعريف الفريق الإفتراضي لأن العمليات والفرق المختلفة هي التي كانت موزعة جغرافياً، وليس الفريق نفسه. مع ذلك من الممكن أن ينظر إليها على أنها من بين محاولات التنسيق عن بعد داخل الفريق الواحد في الماضي.
العمليات العسكرية المنسقة عن بعد يعود تاريخها إلى حصار المدن المحصنة بقلاع براً، إلا أنه حتى عندما يكون الفريق الذي يقوم بفرض الحصار موزعاً جغرافياً ويستخدم المراسلة لتنسيق الهجوم، لا ينطبق عليه تعريف الفريق الإفتراضي لأن الفريق الواحد يلتقي جغرافياً في المنطقة المتنازع عليها ويتلقى أوامره عمودياً من قيادة هرمية. أما الأساطيل البحرية التي كانت تشارك في القتال كفريق واحد منفصل كل في سفينته، فهي أول من ينطبق عليها تعرف الفريق الموزع جغرافياً. هذه الأساطيل منذ القدم كان لديها طرق للإتصال الفوري عن بعد، تطورت مع تطور وسائل الاتصالات من الطرق البدائية كالأعلام والأضواء والأجراس، وحتى استخدام التراسل اللاسلكي.
منذ اختراع العربات المصفحة والطائرات في مطلع القرن العشرين واستخدامها في القتال، كان على أعضاء السرب الواحد أن يقاتل كل في دبابته أو في طائرته، فأعاد المهندسون تطبيق بعض طرق الإتصال التي كانت مستخدمة سابقاً في البحرية بما يلائم الاستخدام الجديد وطوروها لاحقاً لتكون أكثر مواءمة لتلك الإستخدامات العسكرية الجديدة إلى الحد الذي أدى تدريجياً إلى نجاح تعاون فريق من وكالة الفضاء الأمريكية لإيصال بعض أفراد فريقهم إلى سطح القمر لأول مرة عام 1969.
في عقد 1980 حدثت ثورة كبيرة في مكان العمل حيث شاع استخدام الهاتف والفاكس للتخاطب حتى بين أعضاء الفريق الواحد وأيضاً انتقل الكمبيوتر من غرفة الكمبيوتر إلى سطح المكتب.
في عقد 1990 أحدثت الثورة الرقمية ثورة في مكان العمل عندما دخلت طرق جديدة للعمل استجابة لإدراك أن تقنية المعلومات تعمل على تحويل العمليات الثقافية والاجتماعية والتقنية والإنشائية. في ذلك الوقت، قلل العالم الافتراضي والأدوات الرقمية من الحاجة إلى اتصال متزامن وجها لوجه لموظفي المكاتب لأغراض تنفيذ مهام محددة. كانت هذه الثورة الرقمية هي التقارب بين تقنيات الاتصالات والحوسبة التي تتيح الآن للأفراد والمؤسسات الاتصال بطرق وعلى نطاقات لم يكن من الممكن تصورها في السابق
منذ مطلع القرن الحادي والعشرين تميز الاقتصاد الجديد بزيادة المحاكاة الافتراضية للمنتجات والعمليات والمنظمات والعلاقات. لم يعد إنتاج الاقتصاد الجديد يتطلب من الأشخاص العمل معًا في نفس المساحة المادية للوصول إلى الأدوات والموارد التي يحتاجونها لإنتاج أعمالهم مما طور الفكرة من مجرد التوزيع الجغرافي لفرق مختلفة إلى فكرة أن الفريق الواحد يعمل بغض النظر عن التقارب الجغرافي
بعد غزو العراق عام 2003 أجبر الوضع الأمني المتردي الفريق الواحد الذي يعمل على مشروع هندسي أو إنساني أو عسكري في العراق على إبتكار وسائل لتسيير العمل على الأرض بشرط عدم تواجد معظم أعضاء الفريق في موقع العمل. مثال على ذلك قيام المهندسين العراقيين بإنشاء وتوسيع شبكات الهاتف المحمول والإنترنيت، مستغلين البنية التحتية لنفس تقنية الاتصالات التي كانوا يطورونها لتجنب التعرض إلى أعمال العنف. على سبيل المثال منذ ذلك الوقت كان فريق من المهندسين يقوم بالتعاون في برمجة نفس المحطة الخلوية عن بعد في نفس الوقت، ولكن كل من موقعه
منذ عام 2020 أجبرت الأوبئة الجائحة مثل جائحة كورونا المؤسسات المختلفة على تبني نظام فرق العمل الافتراضية لأنه كان في وقت من الأوقات الوسيلة الوحيدة المتاحة أمام الفريق الواحد للعمل معاً مع الحفاظ على الإبعاد الإجتماعي والإغلاق الذي أقرته قوانين الطوارئ التي فرضت في معظم أنحاء العالم